# Pouso Novo
Pouso Novo este un oraș în Rio Grande do Sul (RS), Brazilia.